# الگوریسم
به روشی که برای اعمال محاسبات ساده، اعداد در ارزش‌های مکانی مختلف قرار داده می‌شوند و محاسبات از قوانین معینی پیروی می‌کنند، الگوریسم یا خوارزمیک‌گری گفته می‌شود. سیستم ارزش‌های مکانی جایگزین عمدهٔ سایر سیستم‌های محاسباتی است. سیستم‌های محاسباتی قدیمی‌تر (مانند عددنویسی رومی) معمولاً از نمادهای مختلف و متعدد برای نمایش مقدارهای مختلف ریاضیاتی استفاده می‌کردند و برخی از این سیستم‌ها برای محاسبات نیازمند ابزاری مانند چرتکه بودند.

## تعریف
الگوریسم به سیستم ده‌دهی هندی – عربی نگارش و کار کردن با اعداد و ارقام گفته می‌شود که در آن نشانه‌ها ( یعنی ده رقم از 0 تا 9) برای توضیح دادن مقادیر با استفاده از یک سیستم مقادیر جایگزین بکار می‌روند. در این سیستم هر نشانه‌ای ، ارزشی ده برابر بیشتر از نشانه سمت راستش دارد.

## ریشه‌شناسی
کلمه الگوریسم از نام دانشمند ایرانی خوارزمی (الخوارزمی) به وجود آمده‌است. لغت «خوارزمی» به معنی «اهل خوارزم» است که نام شهری در نقشه قدیم ایران (ایران بزرگ) بوده و در نقشهٔ کنونی در ازبکستان واقع است.
خوارزمی ریاضیدان، منجم، جغرافی‌دان و محقق بیت‌الحکمه (واقع در شهر بغداد) قرن سوم هجری است. او در قرن نهم میلادی مقاله‌ای به زبان عربی نوشت که در قرن دوازدهم میلادی با نام «Algoritmi de numero Indorum» به زبان لاتین ترجمه شد. این عنوان به معنای «رساله خوارزمی در مورد اعداد هندی» است که نام «الخوارزمی» در زبان لاتین توسط مترجم به «Algoritmi» (الگوریتمی) تغییر یافته‌است.

در اواخر قرون وسطی، خوارزمی مخصوصاً به واسطه کتاب دیگرش، الجبر والمقابله، پرخواننده‌ترین ریاضیدان در اروپا محسوب می‌شد. در همین دوره کلمه «الگوریسموس» که از نام خوارزمی مشتق شده به معنای «سیستم عددی دهدهی» رواج یافت که امروزه هم کلمه «الگوریسم» با همین معنا در زبان انگلیسی وجود دارد.

کلمه الگوریتم نیز از کلمه الگوریسم مشتق شده و به معنای مجموعه‌ای از قوانین مشخص‌کننده یک روش محاسباتی است. گاهی اوقات الگوریسم نیز در این معنی به خصوص در متون قدیمی‌تر به کار رفته‌است.
تبدیل نام الخوارزمی به الگوریسم و سپس الگوریتم احتمالاً تحت تأثیر واژه یونانی arithmos (به معنای عدد) و arithmetic (به معنای محاسباتی) بوده‌است. برخی منابع هم کلمه لگاریتم را هم در تبدیل الگوریسم و الگوریتم بی تأثیر ندانسته‌اند.

## تاریخچه
با توسعهٔ محاسبات اعداد صحیح در سیستم ده‌دهی در هند، خوارزمی و سایر ریاضیدانان قرون وسطی در اسلام (ایرانی و عربی), روش‌های محاسباتی دهدهی را مستند کرده و پیشرفت دادند. (می‌توانید به بخش «همچنان نگاه کنید» رجوع کنید). این تلاش‌ها به ایجاد مفهوم کسر اعشاری و ممیز اعشاری انجامید. این سیستم در اروپا توسط لئوناردو پیزا که امروزه به عنوان فیبوناچی شناخته می‌شود، رواج پیدا کرد.